# Atletica leggera ai Giochi della XXVI Olimpiade - Decathlon

Video della gara

Il decathlon ha fatto parte del programma di atletica leggera maschile ai Giochi della XXVI Olimpiade. La competizione si è svolta nei giorni 31 luglio-1º agosto 1996 allo Stadio Olimpico del Centenario di Atlanta.

## Presenze ed assenze dei campioni in carica
| Competizione         | Atleta        | Prestazione | Atlanta 1996 |
| -------------------- | ------------- | ----------- | ------------ |
| Olimpiadi 1992       | Robert Změlík | 8 611 p.    | Presente     |
| Commonwealth 1994    | Michael Smith | 8 326 p.    | Presente     |
| Goodwill Games 1994  | Dan O'Brien   | 8 715 p.    | Presente     |
| Europei 1994         | Alain Blondel | 8 453 p.    | Non selez.   |
| Asiatici 1994        | Ramil Ganiyev | 8 005 p.    | Presente     |
| Panamericani 1995    | Kip Janvrin   | 8 049 p.    | 4° ai Trials |
| Mondiali 1995        | Dan O'Brien   | 8 695 p.    | Presente     |
|                      |               |             |              |
| Mondiali junior 1992 | Raúl Duany    | 7 403 p.    | Presente     |

## La gara
| Primatista mondiale   | 8.891 | Dan O'Brien | Presente |
| Primatista stagionale | 8.726 | Dan O'Brien | Presente |

1. ↑  Record stabilito nel 1992.
2. ↑  Stabilito il 22 giugno.

È la seconda occasione per Dan O'Brien, numero uno della specialità fin dal 1991 (nel 1992 non aveva superato i Trials).

Dopo due gare è in testa il tedesco Frank Busemann, che si migliora di 27 cm nel lungo saltando 8,07, mezzo metro in più dell'americano.
Il tedesco ha appena 21 anni ed è solo al suo sesto decathlon.
O'Brien ristabilisce le distanze già dal peso; alla fine della giornata guida la gara con 4.592 punti, Busemann ne ha 4.468.

Nella sesta gara Busemann corre un sensazionale 110 ostacoli in 13"47, record mondiale per i decathleti. Il distacco con O'Brien si riduce a 71 punti. Nel giavellotto entrambi fanno il record personale. Nel disco e nell'asta l'americano stacca nuovamente il tedesco, che tenta il tutto per tutto nei 1500 finali, guadagnando 14 secondi sul rivale. Busemann ha stabilito il proprio personale in cinque gare su dieci.

O'Brien realizza il sesto punteggio di sempre e porta le sue vittorie consecutive ad undici dal 1992.

Nel complesso, il decathlon di Atlanta è stato quello col tasso tecnico più elevato: i punteggi dal quarto posto in avanti sono i più alti mai ottenuti. Sedici atleti ottengono più di 8.200 punti, contro il record precedente di otto.
| Pos | Paese                                                          | Atleta                                  | Punti                                             |
| --- | -------------------------------------------------------------- | --------------------------------------- | ------------------------------------------------- |
|     | Stati Uniti                                                    | Dan O'Brien                             | 8.824                                             |
|     | CORSE 100 m: 10"50 400 m: 46"82 110 ost. 13"87 1500 m: 4'45"89 | SALTI Alto: 2,07 Asta: 5,00 Lungo: 7,57 | LANCI Peso: 15,66 Disco: 48,78 Giavellotto: 66,90 |
|     | Germania                                                       | Frank Busemann                          | 8.706                                             |
|     | Rep. Ceca                                                      | Tomáš Dvořák                            | 8.664                                             |
| 4   | Stati Uniti                                                    | Steve Fritz                             | 8.644                                             |
| 5   | Bielorussia                                                    | Eduard Hämäläinen                       | 8.613                                             |
| 6   | Estonia                                                        | Erki Nool                               | 8.543                                             |
| 7   | Rep. Ceca                                                      | Robert Změlík                           | 8.422                                             |
| 8   | Uzbekistan                                                     | Ramil Ganijev                           | 8.318                                             |